# The Farm (Film)
The Farm ist ein US-amerikanischer Horrorfilm aus dem Jahr 2018. Es handelt sich um den Debüt-Langfilm des Regisseurs Hans Stjernswärd, der auch für das Drehbuch verantwortlich zeichnet.

## Handlung
Das Pärchen Nora und Alec fährt durch die tiefste Provinz. Bei einem Toilettenstopp finden sie die Tankstelle verschlossen vor. Als Nora hinter dem Haus pinkeln geht, entdeckt sie die Überreste eines Zelts inklusive Geldbörse und Handy. Etwas später halten sie an, um einer Frau zu helfen, die eine Autopanne hat. Diese beginnt sie jedoch wild zu beschimpfen, als sie hört, dass die beiden nicht verheiratet sind. Auch in einem Diner verhalten sich die Leute merkwürdig. Ein Gast versucht die beiden auch zu warnen. Nachdem sie sich bei einer Tankstelle nach dem Weg erkundigt haben, übernachten sie in einem Motel. Nachts steigt eine Gestalt unter ihrem Bett hervor, betäubt beide und bringt sie zu einem Bauernhof.
Getrennt voneinander erfahren sie, dass es sich um einen Bauernhof handelt, bei dem Menschen wie Schlachtvieh behandelt werden. Die Frauen dienen als Milchproduzenten und die Männer werden für das Fleisch getötet. Das Fleisch wird an Restaurants für wohlbetuchte Kunden verkauft. Nora wird inseminiert und auf ihre Rolle als Milchkuh vorbereitet, während Alec in einem viel zu engen Käfig gehalten wird. Er wird betäubt und zur Fleischerei gebracht. Währenddessen bekommt Nora mit, wie eine Frau getötet wird, die keine Milch mehr geben kann. Sie erfährt außerdem, das die Kinder postnatal getötet werden, da sie keinen Nutzen für die Kannibalen haben.
In einem unbeobachteten Moment gelang Alec die Flucht. Der schwer verletzte Mann befreit Nora und beide versuchen den Kannibalen zu entkommen. Alec wird jedoch überwältigt und mit einem Stein erschlagen. Nora schlägt sich weiter durch das riesige Anwesen durch und kann einen der Bauern töten. Sie befreit eine weitere Frau und gemeinsam wollen sie mit dem Viehtransporter fliehen. nachdem sie den Schlüssel entwendet hat kehrt sie zurück zum Transporter, nur um festzustellen, dass die Bauern auf sie warten.
Nora und die andere Frau werden anschließend wie Spanferkel angerichtet und den Bauern serviert.

## Hintergrund
Der Film ist das Spielfilmdebüt des schwedischen Regisseurs Hans Stjernswärd. Die Idee zum Drehbuch kam ihm, als er einen Werbespot für die Tierrechtsorganisation PETA drehte. Der Film wurde als Low-Budget-Film gedreht. Inspiriert wurde er außerdem von den Skandalfilmen Die 120 Tage von Sodom und Caligula.

## Veröffentlichung
Der Film hatte seine Premiere am 20. April 2018 beim The Overlook Film Festival und wurde in den Vereinigten Staaten am 19. Dezember 2019 veröffentlicht. Im deutschsprachigen Raum wurde der Film ab 2020 als Mediabook von der Firma Nameless vertrieben. Es fand keine FSK-Prüfung statt.

## Kritiken
Kino.de schrieb: „Mit seinem Spielfilmdebüt orientiert sich Regisseur Hans Stjernswärd ganz unzweideutig an Klassikern des Horrorgenres und des Kannibalen-Filmes im Besonderen. Als Vorlage dienten natürlich Wrong Turn, The Hills Have Eyes oder The Texas Chainsaw Massacre. The Farm kennt die Genrekonventionen und setzt seinen eigenen B-Movie-Flair dagegen, braucht gerade am Anfang jedoch etwas Zeit, um Fahrt aufzunehmen.“